# RAAL La Louvière (94)
À ne pas confondre avec l'UR La Louvière Centre qui est le nouveau nom de l' « URS du Centre » (Haine-Saint-Pierre) (matricule 213), ni avec la RAAL Louviéroise (matricule 93) disparu en 2009 et en l'honneur duquel ce cercle est renommé en 2017.
Maillots
Actualités
La RAAL La Louvière, de son nom complet Royale Association Athlétique Louviéroise, est un club belge de football localisé à La Louvière. Ce club porte le matricule 94, d'un club anciennement de Charleroi, numéro qui a été racheté à ses anciens administrateurs et déménagé vers le stade du Tivoli. Depuis juin 2025, le club évolue à l'EASI Arena à côté de l'ancien stade du Tivoli. Ses couleurs sont le vert et le blanc.

## Histoire

### Création du club (2017)
Le club initial a été fondé « officiellement » le 11 novembre 1919. Cette entité nommée CS Couillet est alors localisée dans la commune de Couillet, englobée dans le Grand-Charleroi lors de la fusion des communes qui devient effective le 1er janvier 1977.
Au fil de son histoire, le matricule 94 a porté différentes appellations. Il est amusant de noter qu'à la suite de la disparition après faillite de la RAAL (matricule 93), ce qui est alors le « R. ACS Couillet » déménage au Stade du Tivoli de La Louvière et adopte le nom de « Football Couillet La Louvière ». Cette expérience et tentative de relance ne prend pas, alors que dans le même temps un autre cercle, l'URS du Centre (matricule 213) installe aussi ses pénates dans le même stade. Arrivé le 1er juillet 2009, le matricule 94 repart le 30 juin 2011 vers Charleroi, où il prend le nom de « FC Charleroi ».
À la suite du rachat du matricule 94 (attribué en décembre 1926) par Salvatore Curaba, au terme de la saison 2017-2018, le cercle est déménagé vers la Cité des Loups où il reçoit le nom de RAAL La Louvière (Royale Association Athlétique Louviéroise) à partir du 1er juillet 2017. Ce nom est choisi dans le but de faire « revivre » l'ancien club louviérois de la « RAAL » disparue à la suite d'une faillite en 2009. Curaba indique reprendre le club de la RAAL « par sens des responsabilités. Pour rendre à ma région ce qu’elle m’avait donné, en accueillant mes parents qui sont arrivés de Sicile dans les années 50. ».

### Les débuts (2017-2024)
Pour le compte de la saison 2017-2018, la RAAL reprend au cinquième échelon du football belge. Le club compte alors près de 80 sponsors. La nouvelle direction obtient directement le titre du 5e niveau au terme de sa première saison d'existence et se présente à l'étage supérieur avec de grandes ambitions.
Après une 7e place en 2019, la RAAL se déclare ouvertement candidate au titre la saison suivante. Le cercle occupe le 3e rang et est en pleine bagarre avec les Francs Borains et Meux quand la Pandémie de Covid-19 entraîne l'arrêt de compétition. Au classement pondéré (toutes les équipes non pas joué le même nombre de matchs), les Francs Borains restent premiers et sont promus. Par après, les Louviérois sont en droit de réclamer une place montante quand il est question de remplacer le Lierse Kempenzonen lequel est repêché pour monter en Division 1B. La pondération des points place le matricule 94 devant Mandel United. La fédération privilégie une lecture différente du règlement et, considérant que la place vacante est laissé par un cercle néerlandophone, ce sont les Flandriens qui accèdent à la Nationale 1.
La patience est de rigueur pour celle que les médias commence à appeler la « nouvelle RAAL ». La saison 20-21 débute bien mais elle est très rapidement suspendue et finalement annulée, toujours en raison de la situation sanitaire liée au Covid-19. L'exercice 21-22 est mené de main de maître avec un titre remporté « en surclassement ». En 2021, Salvatore Curaba déclare que le club « a des finances et une base très solide, on peut aller au bout de nos rêves et se requalifier en Coupe d’Europe. ».
Si l'accès au 3e niveau est une première en tant qu'entité « RAAL La Louvière », c'est un retour pour le matricule 94. Celui-ci a évolué, sous la dénomination « R. ACS Couillet », pendant trois saisons, dans ce qui est alors la « Division 3 » de 2005 à 2008.
Portée par de grandes ambitions dès le début de la saison 2022-2023, la RAAL La Louvière vise une place dans le top 5 de l'élite des divisions amateurs belges. Après avoir longtemps occupé le top 3, synonyme de promotion en Challenger Pro League, les Loups perdent finalement leur place dans ce trio de tête lors de rencontres décisives face à leurs principaux concurrents, les Francs Borains, le RFC Liège et le Patro Eisden. Avec un maigre bilan de 3 points sur 18 face à ces adversaires directs, les Verts manquent de peu leur objectif.
Pour la saison 2023-2024 en Nationale 1, le budget du club s'élève à 3 millions d'euros. La désillusion de la saison précédente derrière eux, les Loups entament la saison 2023-2024 pieds au plancher. Invaincus en championnat et après avoir éliminé en coupe, le RFC Liège, pensionnaire de D1B, les Loups s'offrent le droit de rêver en recevant pour la 2ème fois en 3 ans, le RSC Anderlecht. Les Verts signent une bonne prestation, ne s'inclinant que par un seul petit but d'écart (0-1).

### Retour dans le monde professionnel et montée en Jupiler Pro League (2024-)
En championnat, à l'instar de sa dernière saison en D2 amateurs, la RAAL balaie tout sur son passage. Elle devient notamment la dernière équipe invaincue des séries nationales belges, en s'offrant des victoires étincelantes face à l'Olympic Charleroi (4-0), Namur (8-1) ou encore Virton (3-0). L'impressionnante série des Louviérois se termine le 16 mars 2024, par une défaite face au KSK Heist. Le 20 avril 2024, les Loups ponctuent une saison maîtrisée de bout en bout par une victoire contre les espoirs de La Gantoise (3-1), s'assurant ainsi le titre de Nationale 1. Ce sacre marque le retour de la RAAL La Louvière dans le football professionnel, près de 18 ans après l'avoir quitté.
En 2024, la RAAL compte sur un tissu économique regroupant 340 partenaires. En débutant la saison, les Loups visent une place au sein de la colonne de gauche (Top 8) pour vivre une première saison tranquille en Challenger Pro League et tenter d'accrocher les play-offs. Après une première victoire face au rival borain (0-1), la première en 8 matchs contre ce même adversaire, les ambitions des Loups grandissent au fur et à mesure de la saison. Les bons résultats s'enchainent et les Louvièrois réussissent à boucler le 1er tour à la 2e position, synonyme de montée en Jupiler Pro League. Cependant, après un mois de janvier difficile (3 partages et 1 défaite), ils quittent cette 2e place pendant le reste de la saison, jusqu'à la dernière journée. Avec une situation inédite, où le trio de tête composé de Molenbeek en tête, Zulte, puis La Louvière, se tient sur 1 seul petit point. Lors de la journée décisive, l'engouement est total : plus de 1000 supporters se déplacent en Flandre tandis que la ville a équipé la place Mansart d'un écran géant,. Le scénario du match est dingue : alors que dans le même temps, Zulte et Molenbeek partagent l'enjeu, Lommel douche temporairement les espoirs louvièrois. Constituant sa grande force lors de la saison, la RAAL réagit immédiatement et rétablit l'égalité une minute plus tard. Dans les dernières minutes du match, les joueurs louvièrois récupèrent le ballon à l'entrée du grand rectangle. Maisonneuve place Belkheir sur orbite, qui met le ballon hors de portée de Pieklak. La RAAL conserve son avance et ponctue ainsi une saison au dénouement inattendu. Les Loups terminent deuxième du championnat de D1B, ce qui leur permet de retrouver l'élite du football belge à compter de la saison 2025-2026.

## Bilan sportif
| Niv | Divisions     | Jouées | Titres | TM Up | TM Down |
| --- | ------------- | ------ | ------ | ----- | ------- |
| I   | 1re nationale | 0      | 0      |       |         |
| II  | 2e nationale  | 1      | 0      |       |         |
| III | 3e nationale  | 2      | 1      |       |         |
| IV  | 4e nationale  | 4      | 1      |       |         |
| V   | 5e nationale  | 1      | 1      |       |         |
|     |               |        |        |       |         |
|     | TOTAUX        | 8      | 3      | 0     | 0       |

- TM Up : test-match pour départager des égalités, ou toutes formes de Barrages ou de Tour final pour une montée éventuelle.
- TM Down : test-match pour départager des égalités, ou toutes formes de Barrages ou de Tour final pour le maintien.

* Deux saisons du 4e niveau arrêtées pour cause de la pandémie de Covid-19
| Ordre | Saison  | Nom du club      | Niveau                     | Classement final | Remarques                                                                  |
| ----- | ------- | ---------------- | -------------------------- | ---------------- | -------------------------------------------------------------------------- |
| 1     | 2017-18 | RAAL La Louvière | Division 3 Amateur Série A | 1er/16           | Champion et promu                                                          |
| 2     | 2018-19 | RAAL La Louvière | Division 2 Amateur ACFF    | 7e/16            |                                                                            |
| 3     | 2019-20 | RAAL La Louvière | Division 2 Amateur ACFF    | 2e/16            | compétition arrêtée après 24 journées en raison de la Pandémie de Covid-19 |
| 4     | 2020-21 | RAAL La Louvière | Division 2 Amateur ACFF    | 2e/16            | compétition arrêtée après 3 journées en raison de la Pandémie de Covid-19  |
| 5     | 2021-22 | RAAL La Louvière | Division 2 Amateur ACFF    | 1er/16           | Champion et promu                                                          |
| 6     | 2022-23 | RAAL La Louvière | Nationale 1                | 4e/20            |                                                                            |
| 7     | 2023-24 | RAAL La Louvière | Nationale 1                | 1er/18           | Champion et promu                                                          |
| 8     | 2024-25 | RAAL La Louvière | Challenger Pro League      | 2e/16            | Deuxième et promu                                                          |
| 9     | 2025-26 | RAAL La Louvière | Jupiler Pro League         |                  |                                                                            |

## Personnalités du club

### Propriétaires
Le tableau ci-dessous énumère les actionnaires majoritaires successifs de la RAAL La Louvière.
| Période        | Nom              |
| -------------- | ---------------- |
| février 2017 - | Salvatore Curaba |

### Présidents
Le tableau ci-dessous énumère les présidents successifs de la RAAL La Louvière.
| Période        | Nom              |
| -------------- | ---------------- |
| février 2017 - | Salvatore Curaba |

### Entraîneurs
Le tableau ci-dessous énumère les entraîneurs successifs de la RAAL La Louvière.
| Période     | Nom             |
| ----------- | --------------- |
| mars 2017 - | Frédéric Taquin |

## Loup de l’année
| Saison    | Nom               |
| --------- | ----------------- |
| 2023-2024 | Jordi Liongola    |
| 2024-2025 | Mouhamed Belkheir |

## Aspects juridiques

### Actionnariat
Le club porte depuis sa création un projet d'actionnariat populaire qui permet au club de compter près de 254 actionnaires aux côtés de Salvatore Curaba. Ce modèle actionnarial est inédit en Belgique.

### Organigramme
Le tableau ci-dessous présente l'organigramme de la RAAL La Louvière.
| Fonction                      | Nom              |
| ----------------------------- | ---------------- |
| Président                     | Salvatore Curaba |
| Président directeur général   | Toni Turi        |
| Directeur général du football | Nicolas Frutos   |
| Directeur sportif             | David Verwilghen |

## Structures du club

### Stades
Fait unique pour un club évoluant en quatrième division, la direction du club annonce avoir un projet de construction de stade dès 2021. En 2024, la RAAL La Louvière concrétise enfin son projet de nouveau stade, en conception depuis près de 3 ans. Le club choisit notamment le Groupe Wanty pour la construction de ce nouvel écrin de 8.050 places (bâtiment VIP et tribunes, en gros œuvre étanche) mais aussi un ensemble de partenaires de la région. Les travaux ont débuté le 4 mars 2024 pour un montant estimé à 18 millions d'euros. Il devrait être achevé à l'été 2025 et est érigé à l'arrière du stade du Tivoli actuel qui va devenir une enceinte destinée à l'athlétisme. Les parkings adjacents seront construits par la Ville de La Louvière. Il s'agit du premier stade construit en Wallonie depuis près de 50 ans, le stade le plus récemment sorti de terre, étant justement le Tivoli. Le stade appelé Easi Arena, dont est propriétaire le club louviérois, est inauguré le 28 juin 2025.

### Centre d'entraînement et de formation
Depuis mai 2022, le club dispose de son propre centre d'entraînement et centre de formation qui sont situés à Strépy-Bracquegnies. Ce dernier abrite non seulement le siège du club mais aussi trois terrains synthétiques, des terrains de mini-foot, un terrain de beach soccer, une dizaine de vestiaires ainsi que des salles de musculation. Comme l'explique Toni Turi, le président directeur général, cette infrastructure est « un bon moyen d’attirer les meilleurs jeunes joueurs de la région et séduire les parents plutôt que de les voir partir dans d’autres formations comme Charleroi ou Anderlecht ». Le coût global est estimé à 7 millions d'euros.